# Hasemanns Töchter
Hasemanns Töchter ist ein Theaterstück des deutschen Schriftstellers Adolph L’Arronge aus dem Jahr 1877. Es basierte lose auf einem früheren französischen Werk.

## Verfilmung
In den 1920ern wurde das Theaterstück als Stummfilm Hasemanns Töchter unter der Regie von Heinrich Bolten-Baeckers verfilmt. In der Hauptrolle war Leo Peukert.